# Knochen (Lebensmittel)

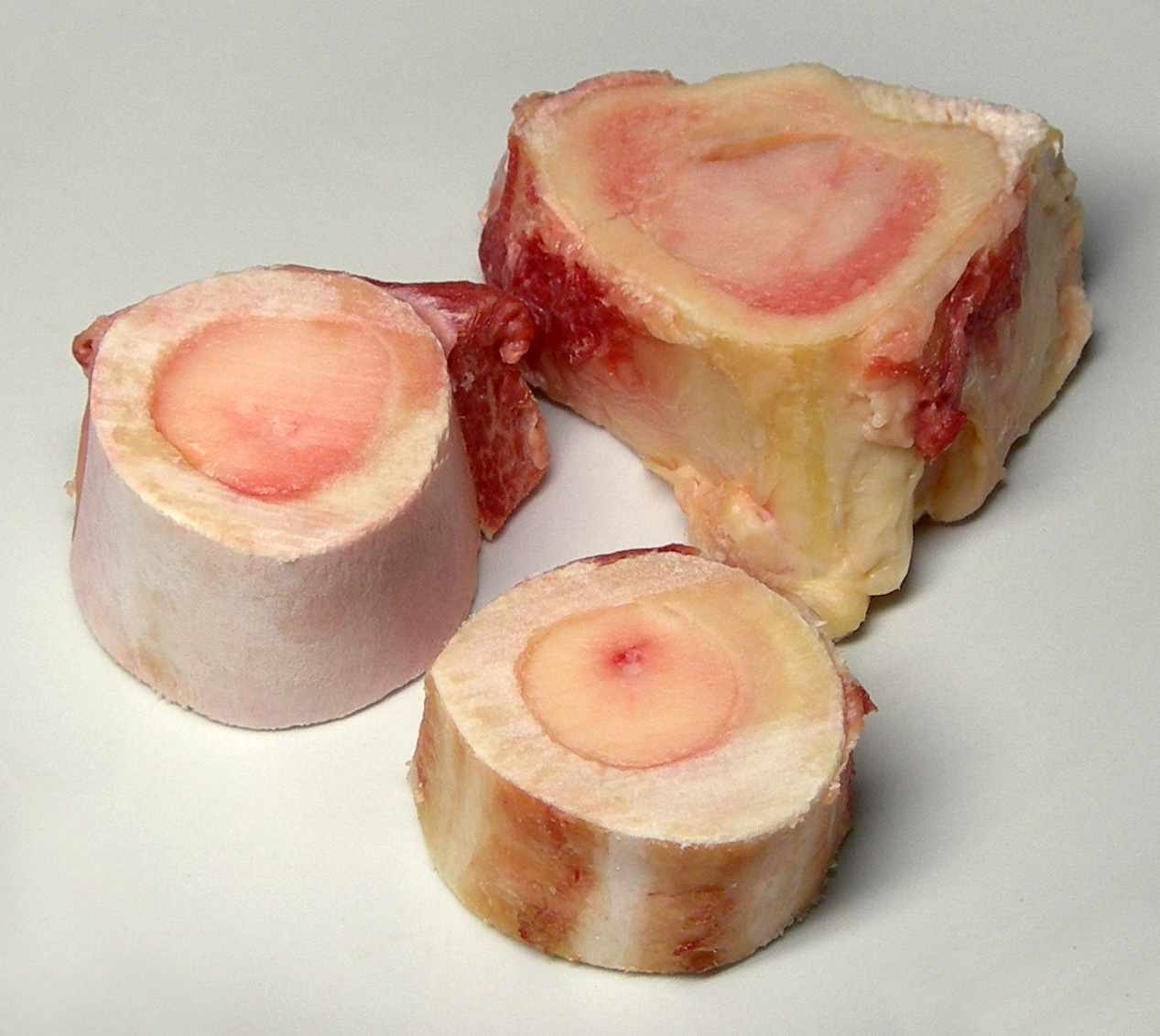
Markknochen vom Rind

Knochen dienen in der Lebensmittelindustrie vor allem zur Gelatineherstellung, in der Küche als Aroma-, Mineralstoff- und Fettlieferant.
Zur Gelatineherstellung werden Knochen grob zerkleinert, mit heißem Wasser entfettet und anschließend getrocknet. Anschließend werden mit verdünnter Salzsäure Mineralien entzogen. Das so gewonnene Ossein wird über mehrere Wochen in Kalkmilch eingelegt, um das Kollagen zu gewinnen, aus welchem schließlich Glutin (Gelatineeiweiß) extrahiert wird.
In der Küche werden Knochen in Wasser, etwas Essig und Gemüse zu Brühe ausgekocht. Je länger die Knochen ausgekocht werden, umso mehr Nährstoffe gehen in die Brühe über. Andererseits können Knochen an Fleischstücken wie z. B. Eisbein oder Koteletts mitgegart werden. Von besonderem Wert ist das sehr fettreiche, aromatische Knochenmark der Röhrenknochen und der Wirbel, welches sich bei längerem Kochen im Sud auflöst (siehe auch Mark (Lebensmittel)).
In der Küche als eigene Zutat von Bedeutung sind vor allem Knochen vom Rind und Kalb. In den Handel gelangen üblicherweise nur:
- Markknochen enthalten in ihrem Inneren Knochenmark.
- Sandknochen wird aus den Kugelgelenken (Oberschenkelkopf) von Rindern gewonnen. Das Innere enthält kein Mark, weshalb sich die Schnittflächen „sandig“ anfühlen. Da sie nicht splittern, werden sie gern in der Hundeernährung, insbesondere beim Barfen eingesetzt.